# Ocratossina
Le ocratossine sono delle micotossine, prodotte da specie del genere Aspergillus e Penicillium, quali A. ochraceus e P. viridicatum e P. verrucosus.
Ne sono note tre tipi:
1. Ocratossina A, che si ritrova principalmente nei cereali, nel caffè, nella frutta secca e nel vino
2. Ocratossina B, deriva dall'ocratossina A per declorazione
3. Ocratossina C, un metabolita dell'ocratossina A, ne deriva per esterificazione

Sembrano implicate nella carcinogenesi renale e immunotossicità in vari animali da esperimento. Ruolo causale nella nefropatia del maiale e possibile ruolo in quella dei Balcani. 
Date le prove limitate per la cancerogenicità nell'uomo, l'Ocratossina A è stata inserita all'interno del gruppo 2B della classificazione IARC delle sostanze cancerogene (Cas n°303-47-9).